# Kávakötés
A kávakötések a fakötések olyan csoportjába tartoznak, ahol az elemek nem legkeskenyebb lapjukkal, mint a keretkötések, hanem egy hosszabb élükkel vannak egymáshoz illesztve. Mivel ezeknek térbeli kiterjedése a másikhoz képest viszonylag nagy, térbeli fakötések-nek is nevezhetők. Az elemek általában egymásra merőlegesen helyezkednek el, a kötés lehet oldható és ragasztott is.

## Kávakötések fajtái
- Szegezett kávakötés

Egyszerű szerkezetű, esztétikai szempontból igénytelen kötés. Ládák, dobozok, ólak esetén népszerű. Figyelembe kell vennünk, hogy a fa különböző irányból más- más erősséggel tartja a szeget. A bütü szegzése igen gyenge kötést ad, éle és lapja viszont erőset. Ennek megfelelően a szegezett kávakötésben egy saroklécet kell elhelyezni, amihez az oldallap elemeit szegezzük.
- Kávakötés beeresztéssel
  - Kávakötés egyenes beeresztéssel
  - Kávakötés aljazásba
  - Fecskefark alakú beeresztés
- Kávakötés idegencsappal
  - Köldökcsapos kávakötés

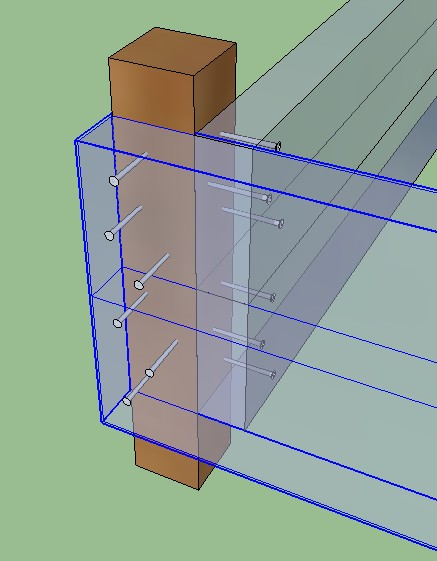
Szegezett kávakötés

  - Kávakötés 45°-os sarokillesztéssel, külön csappal
- Kávakötés fogazással
  - Egyenes fogazás

- - Fecskefark alakú fogazás

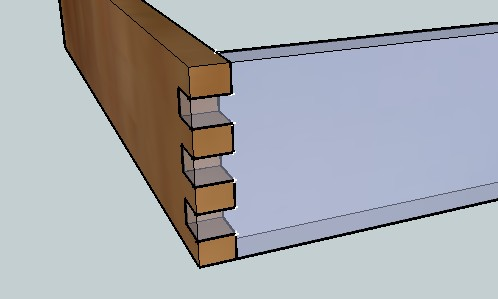
Kávakötés egyenes fogazással

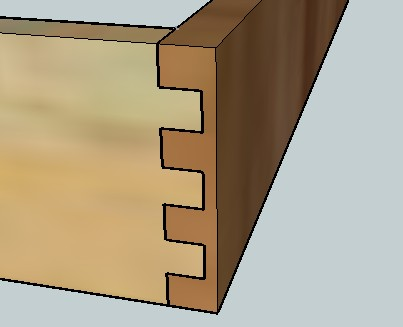
Félig takart kávakötés egyenes fogazással

  - Félig takart fecskefark alakú fogazás
  - Teljesen takart fecskefark alakú fogazás
  - Ujjas csapozású kávakötés
- Kávakötés sarokoszloppal
  - Köldökcsappal
  - Vésett csappal
  - Szakállas vésett csappal